# Tilapia gutturosa
Tilapia gutturosa é uma espécie de peixe da família Cichlidae.
É endémica de Camarões.